# Cagle Peaks
Cagle Peaks är en bergstopp i Antarktis. Den ligger i Västantarktis. Chile gör anspråk på området. Toppen på Cagle Peaks är 2 014 meter över havet, eller 133 meter över den omgivande terrängen. Bredden vid basen är 3,5 km.
Terrängen runt Cagle Peaks är kuperad åt nordost, men åt sydväst är den platt. Trakten är obefolkad. Det finns inga samhällen i närheten. 